# جنرال الکتریک

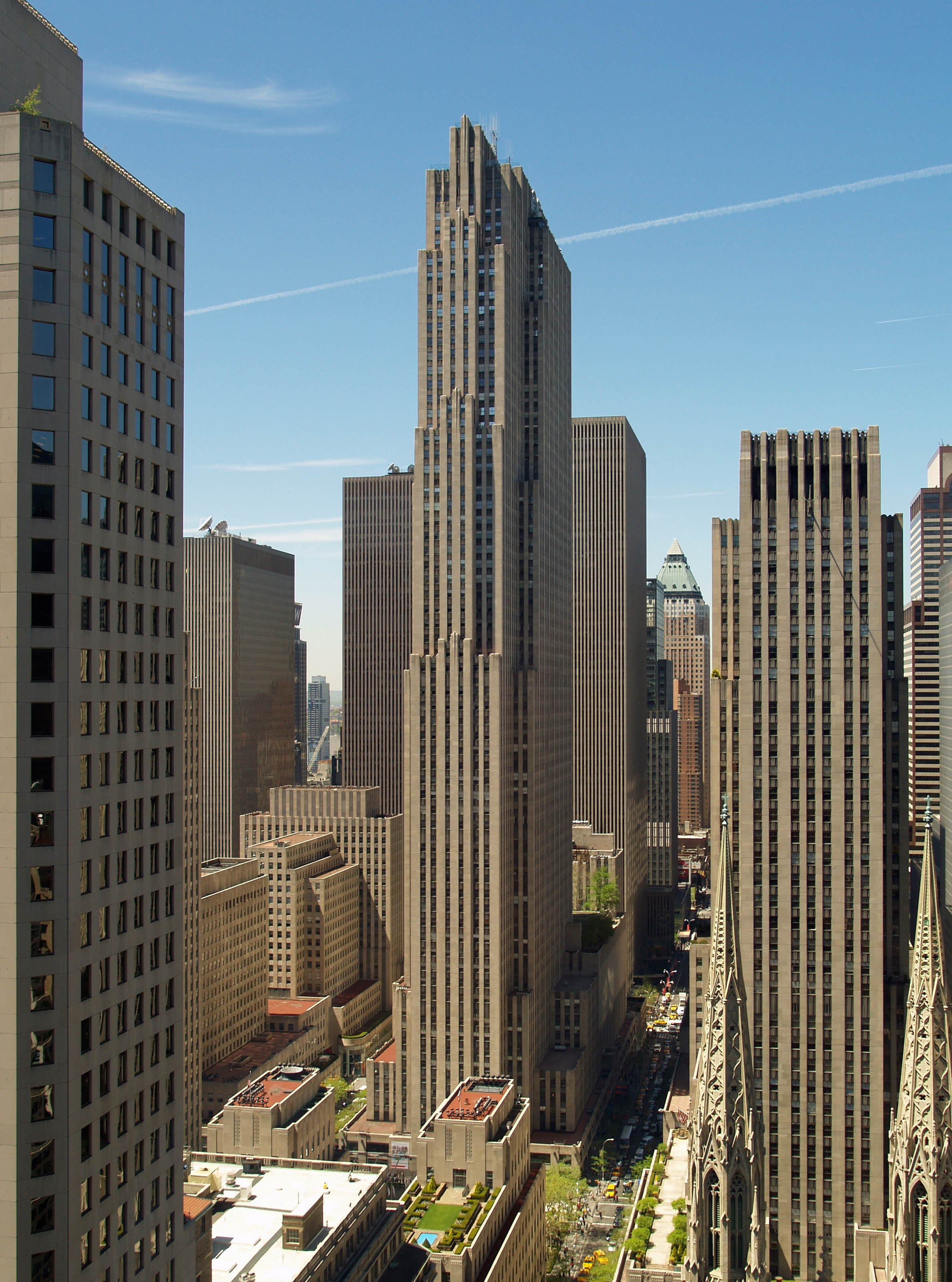
ساختمان اداری جنرال الکتریک در شهر نیویورک

جنرال الکتریک (به انگلیسی: General Electric) یک شرکت خوشه‌ای چندملیتی آمریکایی بود، که در زمینه طراحی، توسعهٔ فناوری و تولید انواع تجهیزات پزشکی، تأسیسات توزیع برق، تجهیزات الکتریکی، توربین‌های گازی، توربین‌های بخار، توربین‌های بادی، ژنراتورها، موتورهای الکتریکی، پمپ‌ها، جنگ‌افزارها، تجهیزات هوافضا، موتورهای جت و تجهیزات نورپردازی فعالیت می‌کرد. این شرکت در آوریل سال ۲۰۲۴ میلادی، به سه شرکت تابعهٔ خود یعنی جی‌ای ورنووا، جی‌ای اروسپیس و جی‌ای هلث‌کر تجزیه گردید.
جنرال الکتریک مالک ۵ شرکت تابعه؛ جی‌ای پاور، جی‌ای اروسپیس، جی‌ای دیجیتال، جی‌ای کپیتال و جی‌ای هلث‌کر بود. این کورپوریشن در سال ۲۰۱۸ در فهرست فرچون ۵۰۰ در رتبه ۱۸ از بزرگترین شرکت‌های آمریکا قرار گرفت. جنرال الکتریک در سال ۲۰۱۲ در فهرست فوربز جهانی ۲۰۰۰ در رتبه سوم از بزرگترین شرکت‌های جهان قرار داشت. دفتر عملیاتی این کورپوریشن در اسکنکتدی، نیویورک قرار داشت و دفتر مرکزی آن در بوستون، ماساچوست مستقر بود.

## تاریخچه

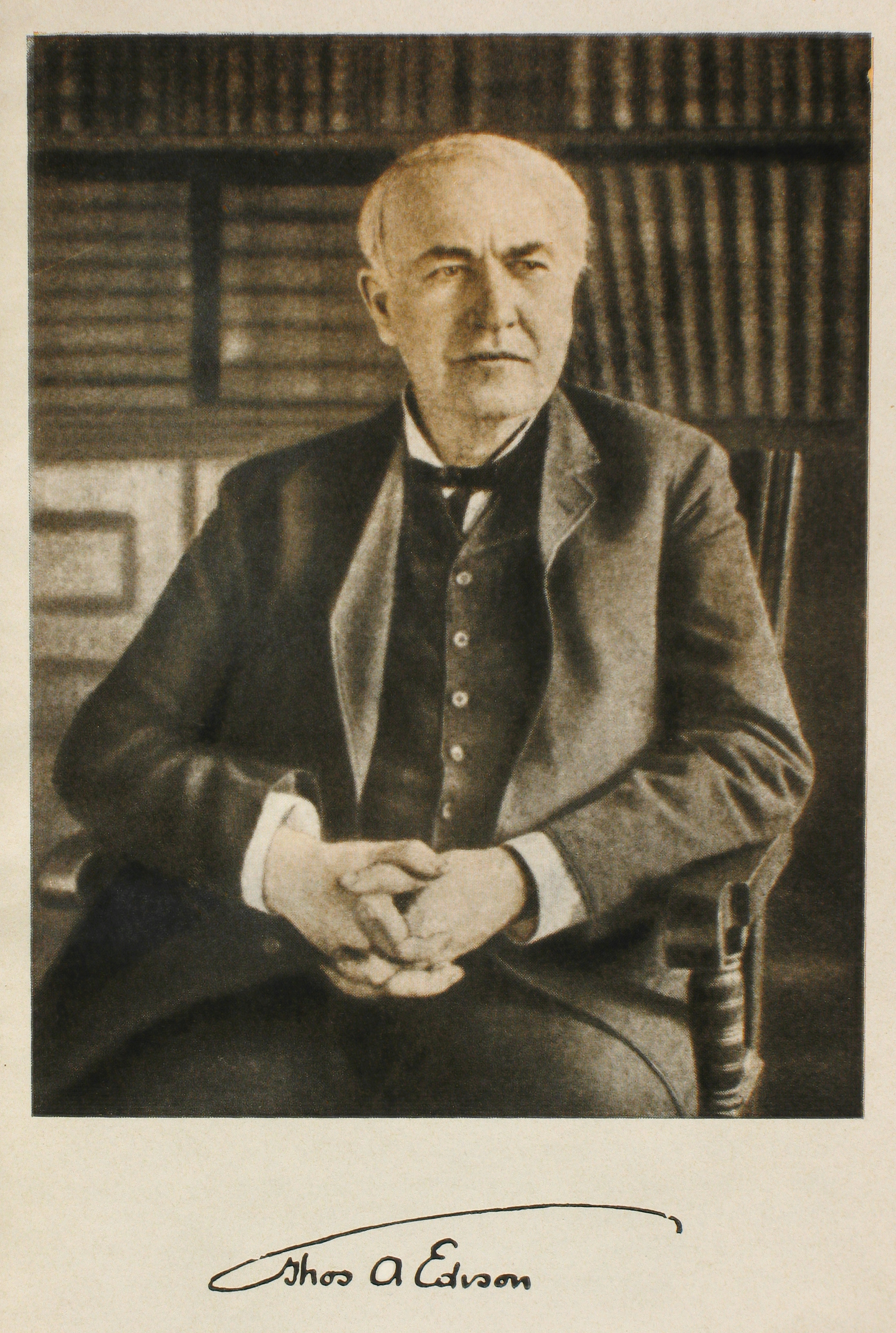
توماس ادیسون، از بنیانگذاران جنرال الکتریک، در سال ۱۹۱۵

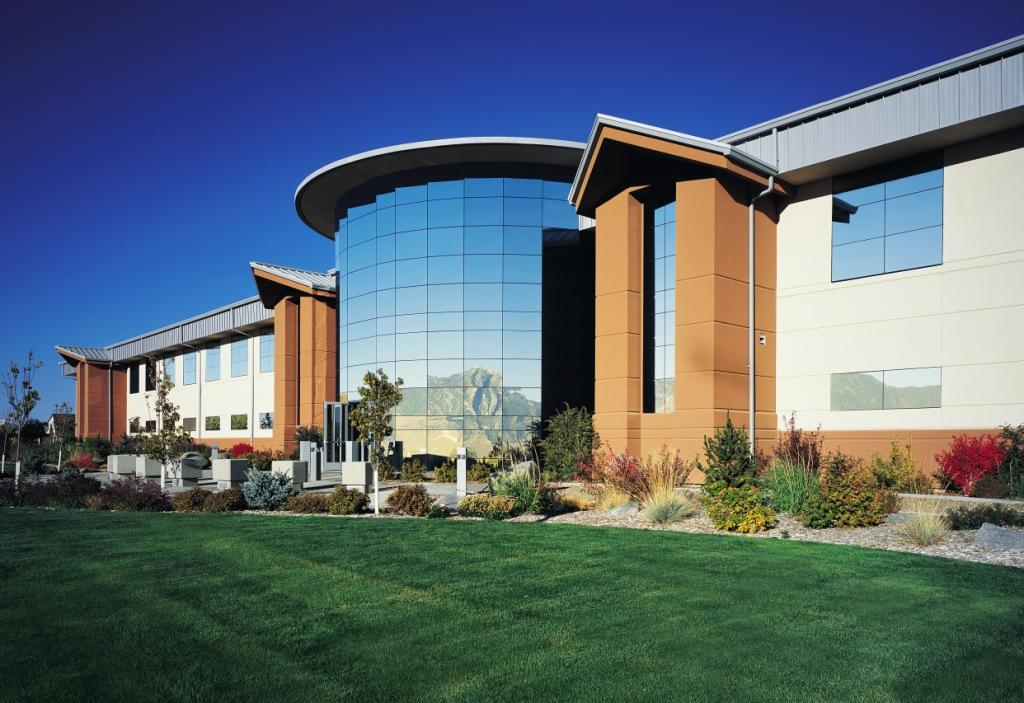
ساختمان اداری جنرال الکتریک، در بنتلی نوادا

مخترع نام‌آور، توماس ادیسون در سال ۱۸۷۸ میلادی شرکت لامپ‌های الکتریکی ادیسون را بنا نهاد. هدف او تولید تجاری لامپ الکتریکی بود. نخستین کارخانه تولید لامپ در سال ۱۸۹۰ به کوشش وی تأسیس شد. آغاز فعالیت‌های این شرکت و شکل‌گیری آن به سال ۱۸۹۲ بازمی‌گردد، که ادغام شرکت ادیسون با مشارکت توماس هاستون، شرکت جنرال الکتریک را پدید آورد و چارلز کافین به عنوان مدیرعامل شرکت تازه تأسیس منصوب شد و تا سال ۱۹۱۲ مدیریت این شرکت را برعهده داشت. در ۱۸۹۶ شرکت جنرال الکتریک در ۱۲ شرکت برتر معرفی شده در میانگین صنعتی داو جونز جای گرفت و امروزه همچنان در این فهرست جای دارد. این شرکت در سال ۱۹۳۵ به‌عنوان یکی از ۲۰ شرکت برتر در بازار بورس لندن معرفی شد.
جنرال الکتریک در زمان رهبری پیشین خود، جک ولش که در دو دهه ۸۰ و ۹۰ استمرار داشت، تغییرات بسیاری به خود دید. ولش از ۳۵۰ کسب‌وکار فعال این شرکت، بسیاری را برچید، فروخت یا ادغام کرد و ۱۱ حوزه اصلی را برای فعالیت برگزید. این ۱۱ شرکت ۹۰٪ درآمد شرکت را کسب می‌کردند. او فعالیت‌های نفتی، نیمه‌رسانا، مبدل‌های بزرگ، تهویه مطبوع، رادیو، کابل و لوازم خانگی کوچک را حذف کرد و فعالیت‌های خدماتی، بهداشتی، بیمه‌ای و رسانه‌ای را گسترش داد. به‌گونه‌ای که امروز بیش از ۶۰٪ از درآمد این شرکت از عرضه خدمات مختلف مالی و بیمه‌ای حاصل می‌شود و حدود نیمی از سود عملیاتی آن در خارج از ایالات متحده آمریکا به دست می‌آید. مجله فورچون در سال ۲۰۰۶ برای ششمین بار جنرال الکتریک را به عنوان نخستین رتبه در شرکت‌های تحسین‌برانگیز معرفی کرده‌است. این شرکت هم‌اکنون یکی از اصلی‌ترین تولیدکننده‌های موتور جت در آمریکا و همچنین یکی از فعالان در بخش تولید تجهیزات نیروگاهی و ساخت انواع توربین است.

## شرکت سهامی عام

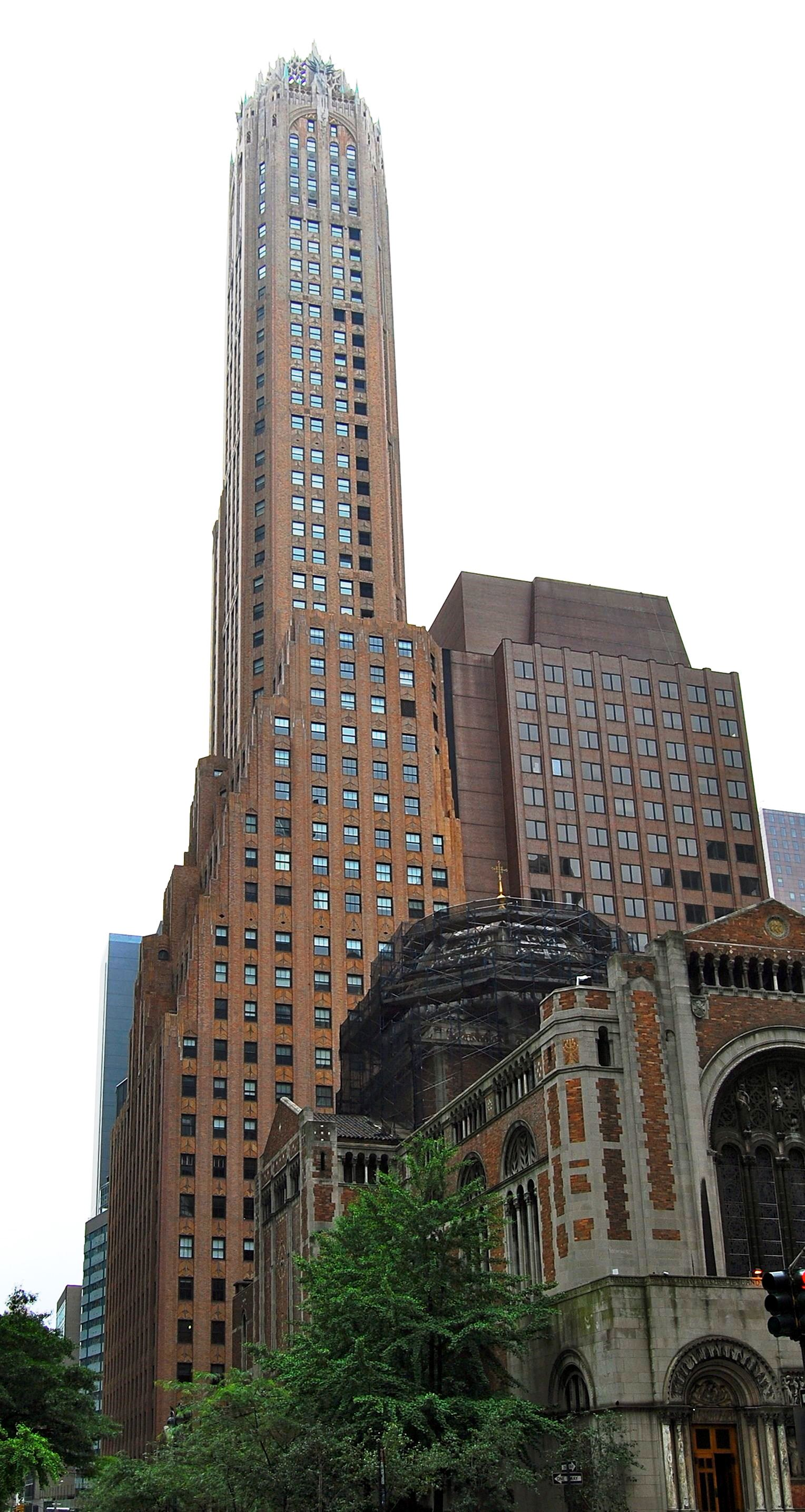
ساختمان جنرال الکتریک، در ۵۷۰ لکزینگتن، نیویورک

جنرال الکتریک در سال ۱۸۹۶ یکی از ۱۲ شرکت اصلی ذکر شده در فهرست شرکت‌های میانگین صنعتی داو جونز بود. سهام شرکت جنرال الکتریک در این سال به صورت عمومی واگذار شد و از آن پس در زمره شرکت‌های سهامی عام قرار گرفت. جنرال الکتریک از شرکت‌های اصلی در شاخص داو جونز نیز محسوب می‌شود.

## شرکت رادیو آمریکا

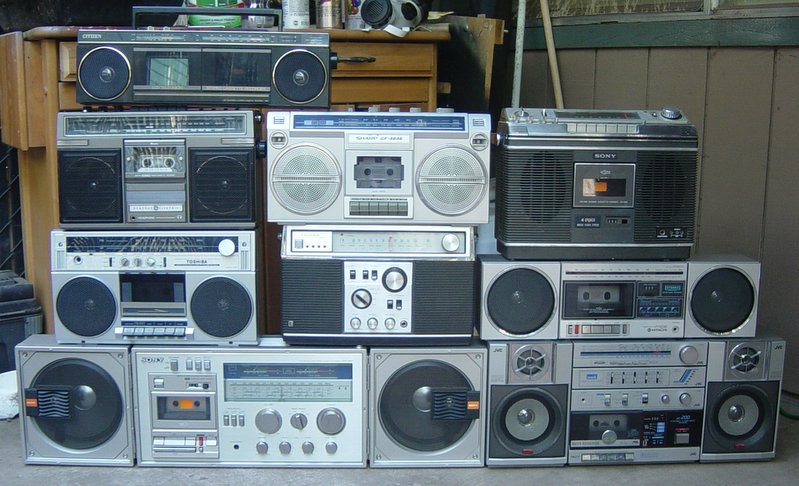
رادیو کاست‌های تولیدی جنرال الکتریک، در دهه‌های پیشین

شرکت رادیو آمریکا در سال ۱۹۱۹ توسط جنرال الکتریک تأسیس شد. این شرکت از سال ۱۹۱۹ آغاز به تولید و ارائه رادیو نمود و تا سال ۱۹۳۰ که از جنرال الکتریک جدا شد، در این زمینه فعالیت می‌کرد.

## تولید رایانه

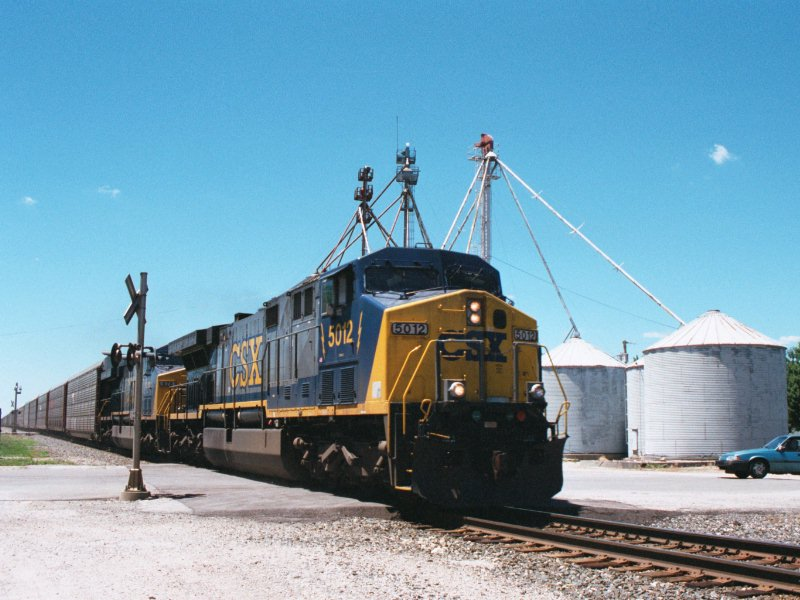
ترن سی‌اس‌اکس ۵۰۱۲، در کالدونیا، اوهایو، ساخت جنرال الکتریک

شرکت جنرال الکتریک در دهه ۱۹۶۰ میلادی، یکی از ۸ شرکت بزرگ در زمینه تولید رایانه به حساب می‌آمد. این شرکت‌ها عبارت بودند از: آی‌بی‌ام، سون دوارف، بروز، ان‌سی‌آر، کنترل دیتا کورپوریشن، هانی‌ول، رادیو آمریکا، یونی‌واک و جنرال الکتریک. دلیل اصلی ورود این شرکت به حوزه تولید رایانه این بود، که این شرکت در دهه ۱۹۵۰ بزرگترین مصرف‌کننده سامانه‌های رایانه‌ای در خارج از آمریکا به‌شمار می‌رفت.
جنرال الکتریک خط تولیدی از رایانه‌های خاص را طراحی نمود. برخی از رایانه‌های عرضه‌شده توسط جنرال الکتریک عبارت بودند از: جی‌ای ۴۰۰، جی‌ای ۲۰۰، جی‌ای ۶۰۰، و سری رایانه‌های همه منظوره جی‌ای ۴۰۱۰، جی‌ای ۴۰۲۰، جی‌ای ۴۰۶۰، رایانه‌های کنترل فرایند دیتانت ۳۰ و دیتانت ۳۵۵، همچنین رایانه‌های سوئیچینگ دیتانت ۵۰۰ که این شرکت طراحی کرد ولی هیچگاه به فروش نرسید.
در سال ۱۹۷۰ جنرال الکتریک بخش تولید رایانه خود را به شرکت هانی‌ول فروخت و برای همیشه از صنعت رایانه خارج شد. این شرکت اکنون بزرگترین ارائه‌کننده رایانه‌های صنعتی تایم شرینگ است، که شرکت تابعه «جنرال الکتریک اینفورمیشن سرویس» تولید می‌کند.

## رسانه‌های گروهی
ورود شرکت جنرال الکتریک به عرصه رسانه به سال ۱۹۱۹ بازمی‌گردد، که در آن سال به تأسیس شرکت رادیوی آمریکا اقدام کرد. جنرال الکتریک از این شرکت به‌عنوان یک بازوی تبلیغاتی برای معرفی و فروش بیشتر محصولات خود استفاده کرد. جنرال الکتریک درصد بالایی از سهام شبکه تلویزیونی ان‌بی‌سی و کلمبیا پیکچرز را نیز در اختیار دارد.

## صنایع هوافضا

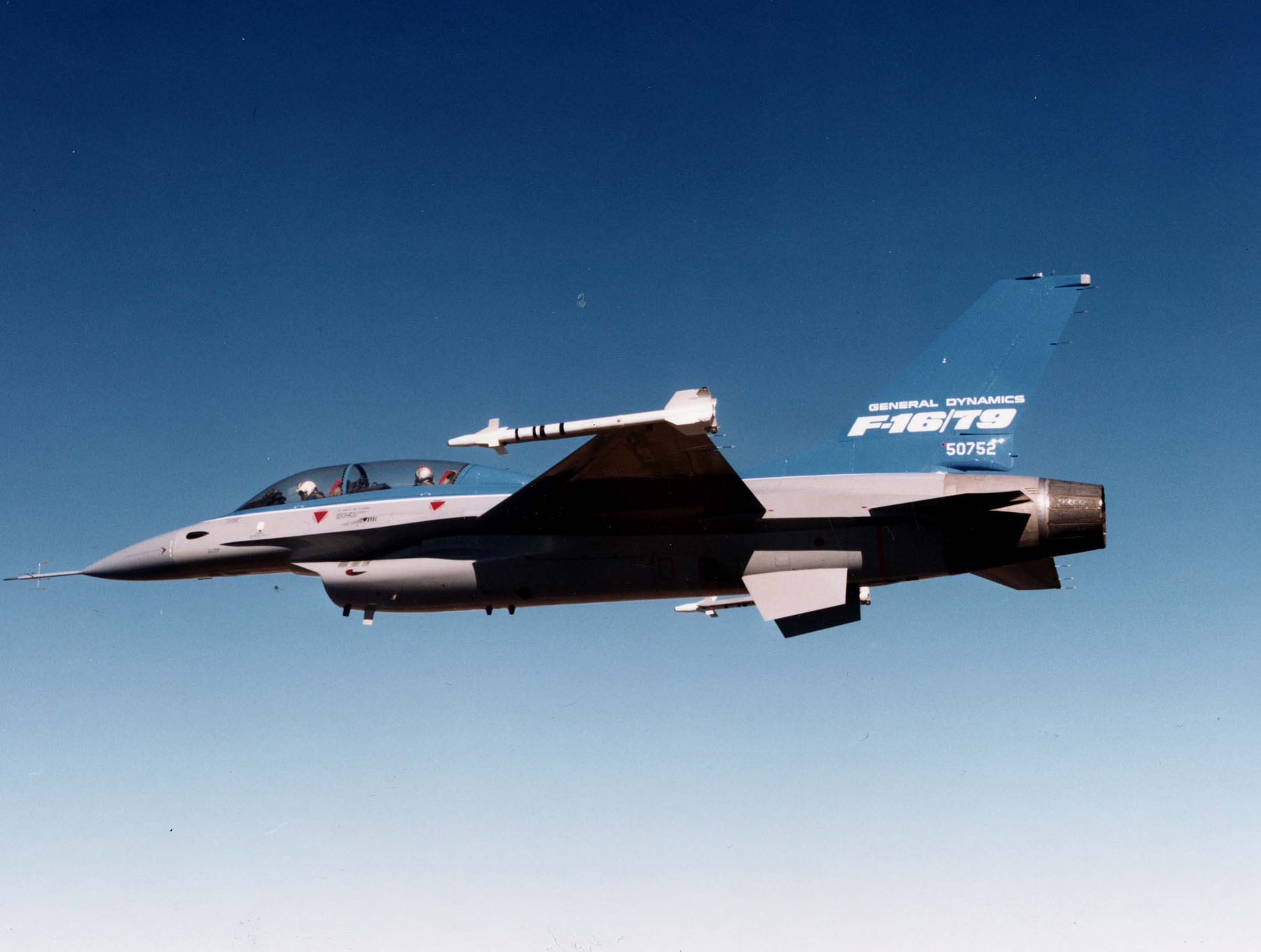
اف۱۶ با موتور سوپرجت F110-GE-129، تولید جنرال الکتریک

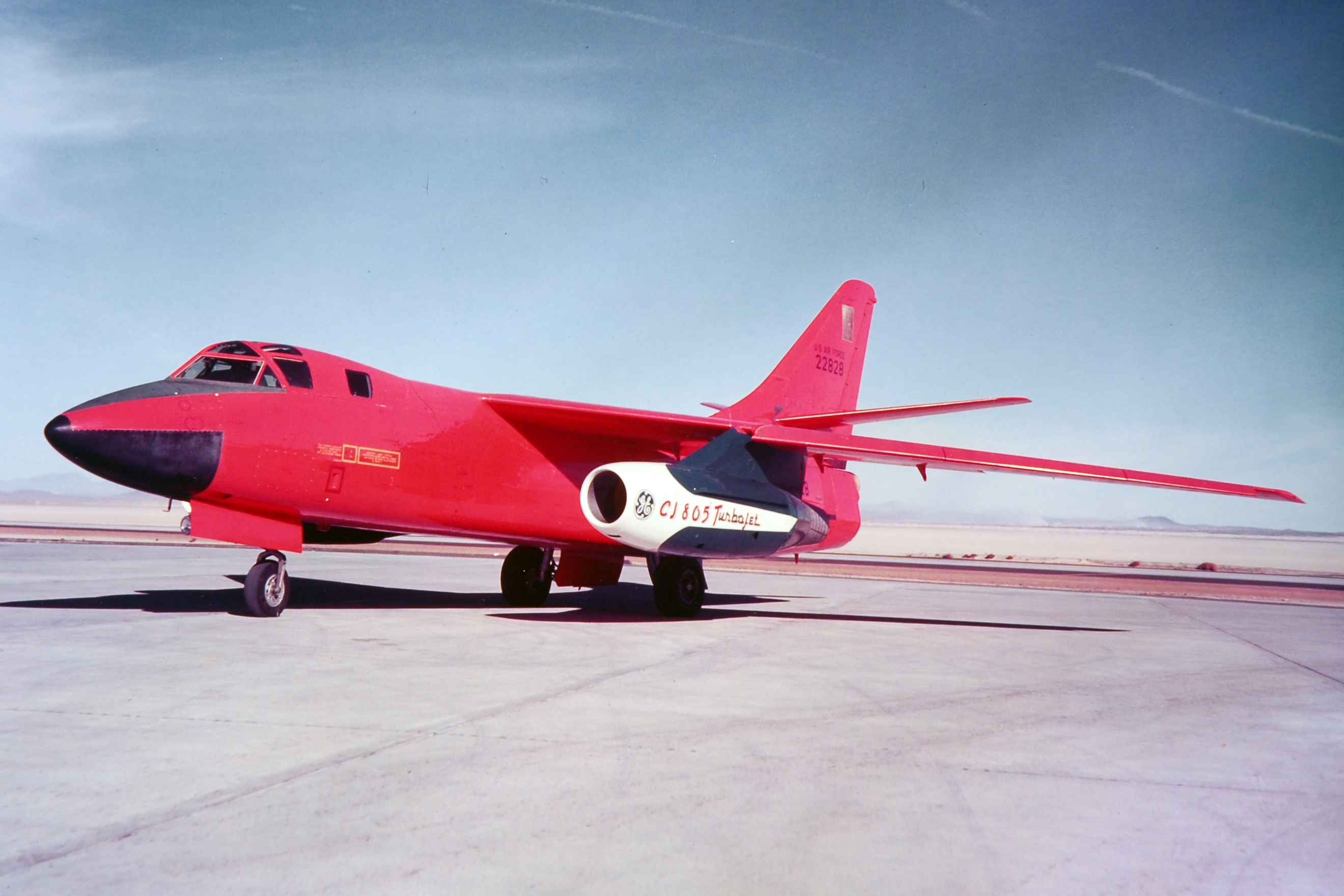
آربی۶۶ با موتور سی‌جی ۸۰۵، تولید جنرال الکتریک

شرکت جنرال الکتریک پیشینه بسیاری در حوزه تولید برق و کار با توربین‌ها دارد و در زمان آغاز جنگ جهانی اول نخستین سوپر شارژرها را این شرکت تولید کرد و پس از جنگ نیز تولید آن‌ها ادامه داشت. زمانی که ایالات متحده در سال ۱۹۱۷ وارد جنگ جهانی اول شد، دولت آمریکا جستجو را برای یافتن شرکتی که بتواند یک تقویت‌کننده یا بوستر را برای هواپیماهای نوپای پیستونی آن زمان تولید نماید، آغاز کرد. این بوستر یا در اصل توربو سوپر شارژر، شامل یک کمپرسور بود، که با نیروی گازهای خروجی موتور به حرکت درآمده و اکسیژن اضافی را مکیده و بر توان موتورهای پیستونی آن زمان می‌افزود و در حقیقت بر روی موتورهایی نصب می‌شد که قرار بود در ارتفاعات بالا به عملیات بپردازند.
در این میان شرکت جنرال الکتریک این رقابت را با شرکتی دیگر برای تولید توربو سوپر شارژرها پذیرفت و قراردادی برای تولید آن‌ها را شرکت‌ها و دولت وقت منعقد کردند. در زمان جنگ هر دو شرکت تحقیق و طراحی‌های بسیاری را بر روی این گونه تجهیزات انجام داده و هزینه‌هایی را صرف نمودند، تا آنکه دولت آن دو شرکت را برای اثبات عملکرد نهایی طرح‌هایشان فراخواند. سرانجام در هوای قله‌های پایکس پیک، در حدود ۱۴۰۰۰ پا بالای سطح دریا، شرکت جنرال الکتریک موتوری از گونه «لیبرتی ایرکرفت» را با توانی معادل ۳۵۰ اسب بخار که با توربو سوپر شارژرهای آن شرکت تجهیز شده بود، آزمایش کرد.
برای مدت بیش از ۲ دهه، این توربو سوپر شارژرهای شرکت جنرال الکتریک بود، که هواپیماهای بمب افکن آمریکایی را قادر ساخته بود که با وزن بیشتر به پرواز درآمده از ارتفاعات بالا عملیات انجام دهند. امروزه شرکت ترابری هوایی جنرال الکتریک، طراحی و توسعه، ساخت و تولید موتورهای جت را در طیف گسترده‌ای شامل: موتورهای نظامی، تجاری و مسافربری انجام می‌دهد. تجربه شرکت جنرال الکتریک در این خصوص موجب شد، که در سال‌های بعد به عرصه صنایع هوایی ورود کند. شهرت این شرکت در تولید موتور هواپیما موجب شد، که به عنوان نخستین انتخاب برای تولید موتور جت "ویتل دبلیو. ۱" در سال ۱۹۴۱ معرفی شود. این شرکت تا سال ۱۹۵۶ موفق به تولید ۳۰ هزار موتور "جی۴۷" برای هواپیماهای نظامی شد. اکنون شرکت صنایع هوایی جنرال الکتریک به عنوان یکی از بزرگترین تولیدکنندگان موتور هواپیما در جهان شناخته می‌شود.

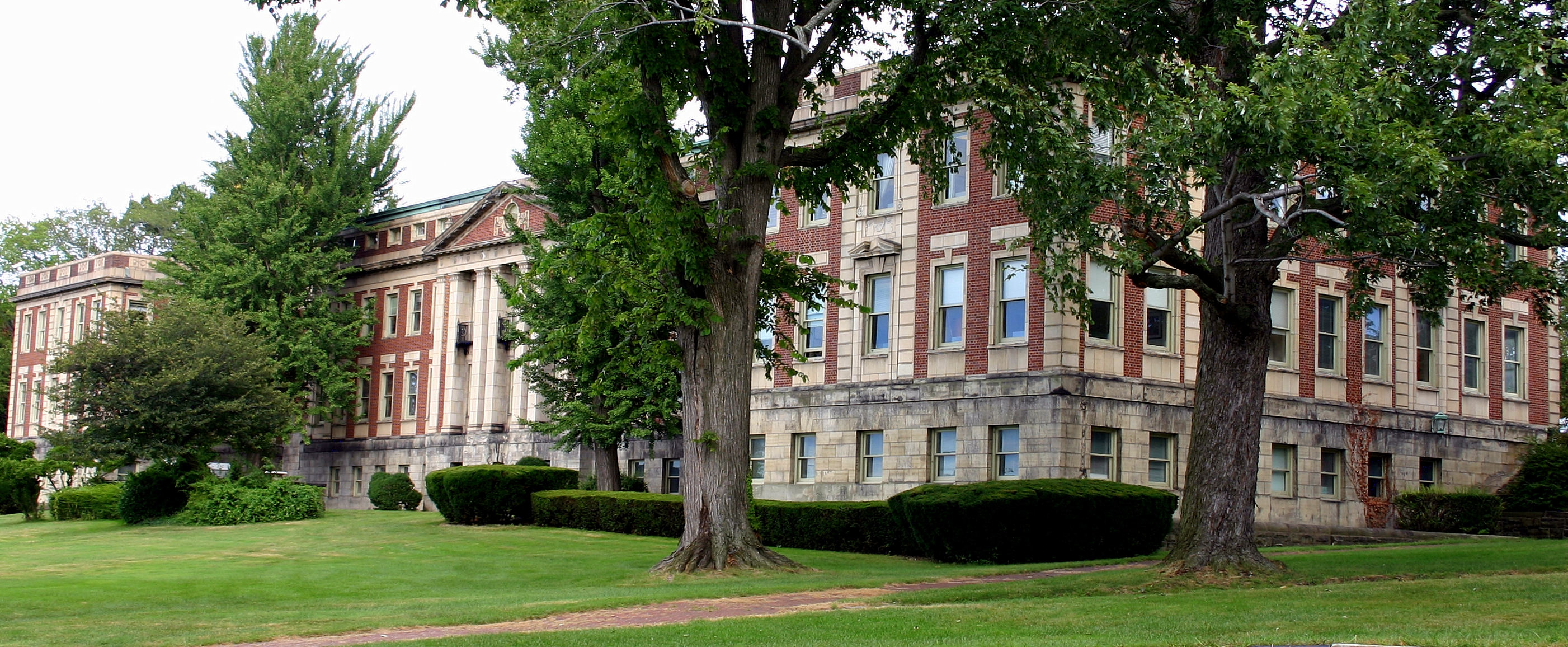
ساختمان اداری جنرال الکتریک، در نلا پارک

## سلاح‌های هسته‌ای

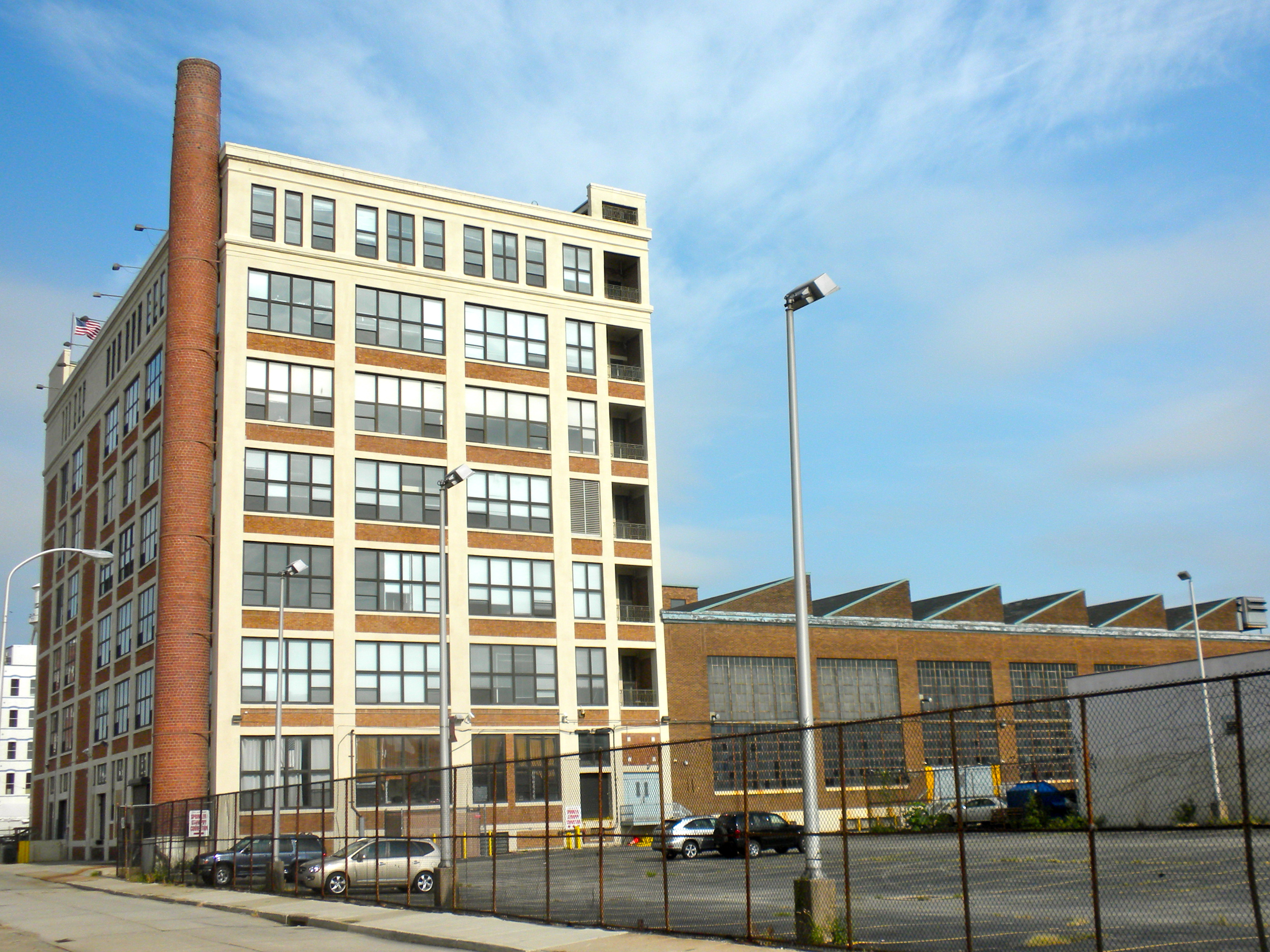
ساختمان اداری جنرال الکتریک، در فیلادلفیا

این شرکت بیش از ۵۰ سال به عنوان یکی از تولیدکنندگان تسلیحات هسته‌ای شناخته می‌شد.

## صنایع تجهیزات پزشکی
GE Healthcare به عنوان بزرگ‌ترین و مهم‌ترین شرکت در زمینه تجهیزات پزشکی و فناوری‌های مربوط به آن شناخته می‌شود. GE به افزایش سرعت کار مراکز درمانی، کمک می‌کند. فرایند کاری در تمام بخش‌های نظام پزشکی به کمک فناوری‌های استفاده شده در دستگاه‌ها، نرم‌افزارهای محاسبات آماری و مدیریت بیمارستانی بهبود یافته است. این کمپانی با رواج استفاده از سامانه‌های رایانه‌ای و نرم‌افزارهای برنامه‌ریزی مدیریتی، کیفیت و بازده فرایند کاری را در مراکز درمانی افزایش داد.

## کیفیت

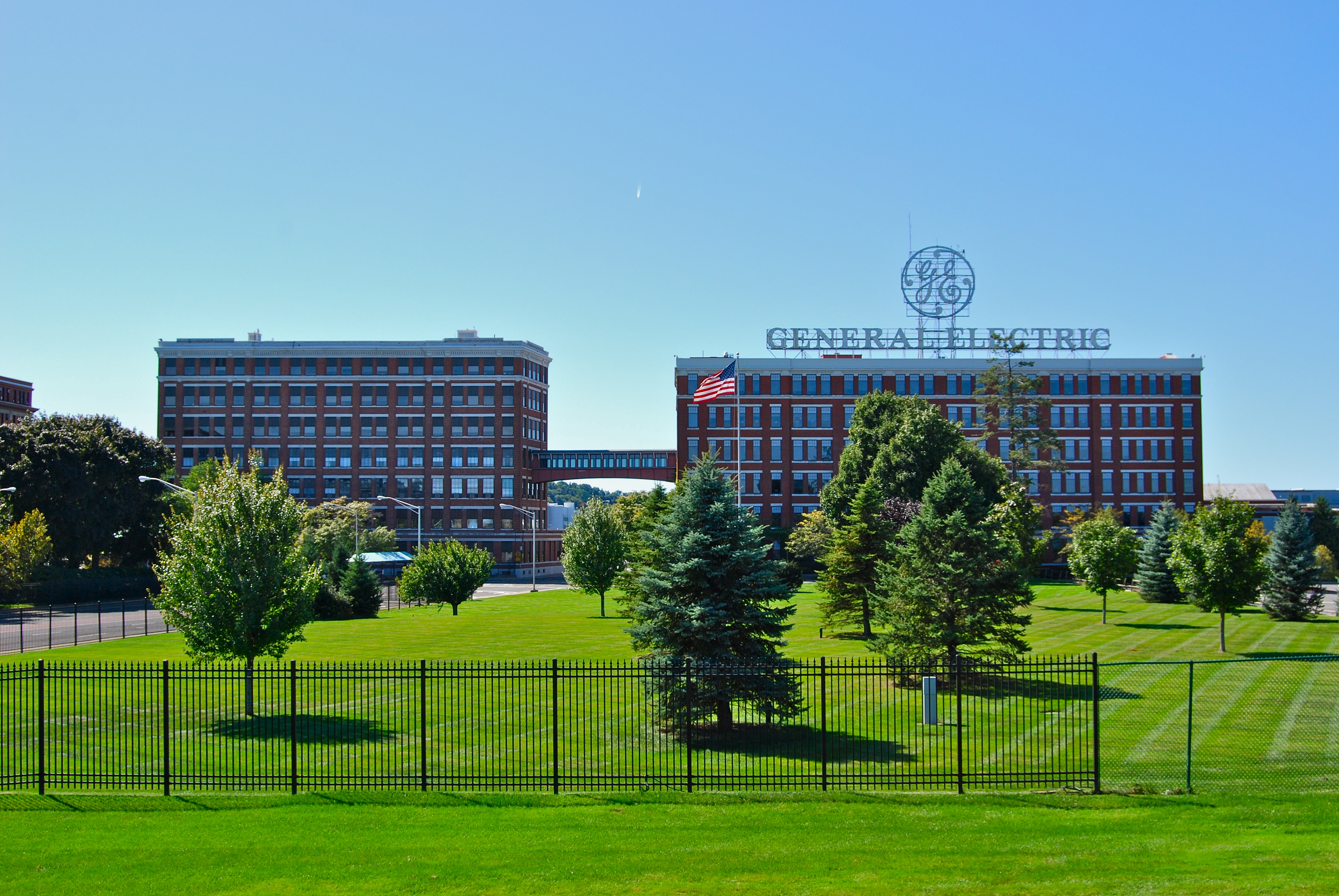
یکی از آزمایشگاه‌های جنرال الکتریک در نیویورک

جنرال الکتریک معتقد است، کیفیت مسئولیت همه کارکنان است. اگر خواهان موفقیت هستیم، هر فرد باید با انگیزه و آگاهی در این موفقیت سهیم باشد. کیفیت در سه حوزه فرایند، کارکنان و کسب رضایت مشتری قابل تفکیک است. رهبران متعهد به فراهم آوردن فرصت‌ها و زمینه‌ها برای کارکنان هستند تا بتوانند با تکیه و تمرکز بر استعداد و انرژی خوب در جلب رضایت مشتری بکوشند. افراد نتایج را می‌آفرینند. مشارکت همه کارکنان در رویکرد شرکت ضروری محسوب می‌شود. همه کارکنان باید در زمینه راهبرد، ابزارهای کیفی و فنون کیفیت شش سیگما آموزش ببینند.

## آینده

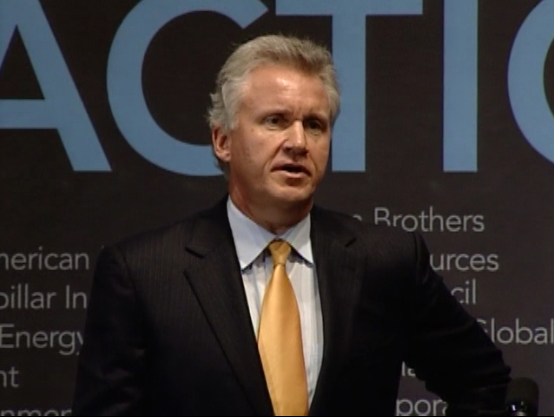
جفری ایملت مدیرعامل کنونی جنرال الکتریک

مدیرعامل کنونی جنرال الکتریک؛ جفری ایملت معتقد است: انجام جهانی کسب‌وکار یک واقعیت در قرن بیست‌ویکم خواهد بود. برای موفقیت در این قرن، باید به مشتریان در سراسر جهان، خدمت ارائه داد.
جفری ایملت اذعان می‌کند؛ که جنرال الکتریک تاریخچه مطلوبی در نوآوری فناوری‌ها و عملیات مدیریت دارد، که در بسیاری از کسب‌وکارها اثرگذار بوده و فرهنگ سازمانی آن، نتایج پایداری به‌بار آورده‌است، اما این دستاوردها به تنهایی برای آینده اطمینان بخش نیست او به سرمایه‌گذاری در منابع جهانی برای رفع نیازهای آینده می‌اندیشد و بر توسعه فناوری‌های بادی و آبی که انرژی‌های تجدیدپذیر و آب سالم فراهم می‌آورند، تأکید می‌کند.
ایملت بر توسعه محصولاتی که انرژی بهینه مصرف می‌کنند، مانند لوکوموتیوهای هیبریدی، توربین‌های گازی و وسایل کم‌مصرف و نیز تجهیزات حفظ سلامتی و بهداشت همگانی تأکید دارد. در دیدگاه مدیرعامل کنونی شرکت جنرال الکتریک به عنوان یک سازمان یادگیرنده به کاوش‌های خود ادامه می‌دهد، تا در هر جا که بتواند تفاوتی ایجاد کند و به بهبودی دست یابد.

## مدیریت ارشد

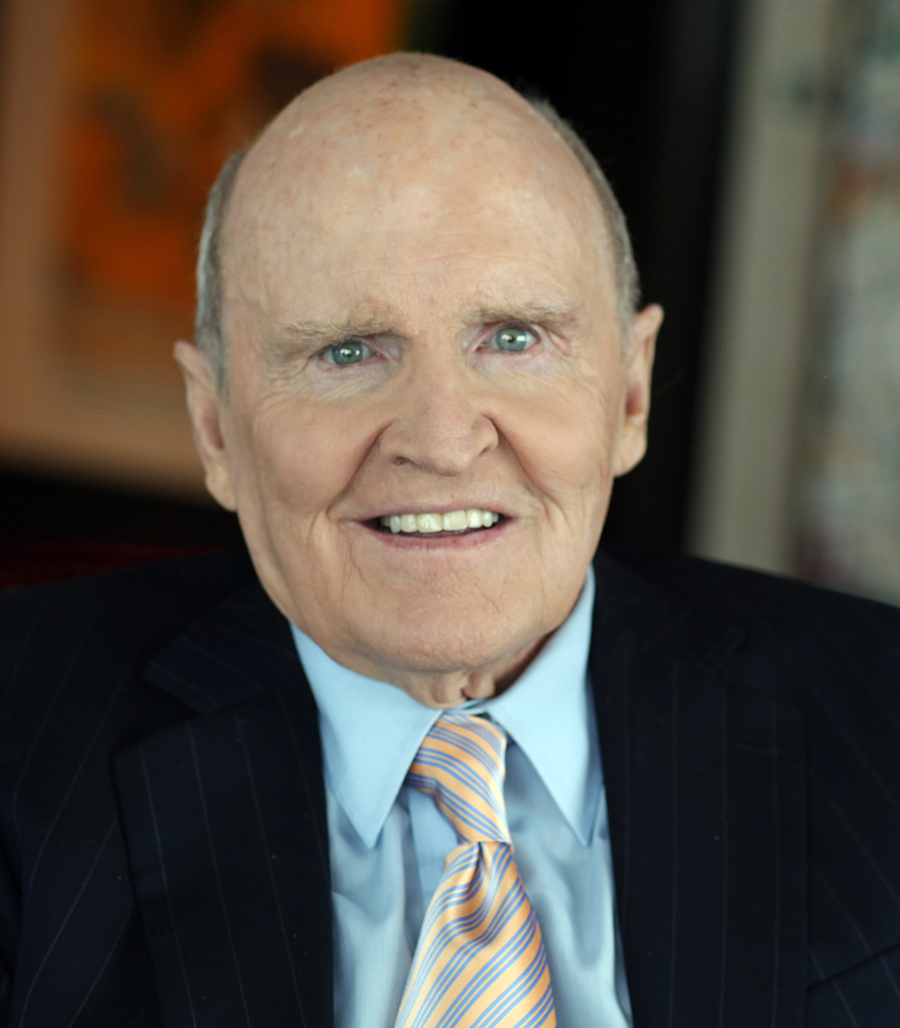
جک ولش، مدیرعامل سابق و افسانه‌ای جنرال الکتریک!

ویژگی شرکت جنرال الکتریک تنها در این نیست، که قدیمی‌ترین و پرارزش‌ترین بنگاه اقتصادی جهان است؛ بنیان‌گذار این شرکت، توماس ادیسون است و اکنون با ۱۵۰ $ میلیارد دلار درآمد در رتبه هشتم شرکت‌های برتر جهانی ایستاده است؛ بسیاری اختراعات و ابداعات را محققان این شرکت صورت داده و تجهیزات و وسایل مؤثری برای بهبود سطح زندگی انسان‌ها عرضه کرده‌اند؛ جنرال الکتریک شرکتی در ابعاد جهانی است که در زمینه نوآوری و کیفیت پیشتاز است، اما جنرال الکتریک شرکتی است که مفهوم و تأثیر رهبری را در قاموس شرکت‌های صنعتی جهان و مدیریت کسب‌وکار، معنای دیگری بخشیده است.
نام جنرال الکتریک با نام «جک ولش» مدیرعامل افسانه‌ای شرکت، در دو دهه ۱۹۸۰ و ۱۹۹۰ گره خورده است. او بود که انقلابی عظیم در شرکت ایجاد کرد و سبکی از رهبری را، در عرصه کسب و کار بنگاه‌های اقتصادی ارائه داد، که شعاع تأثیرات آن تا سال‌های طولانی باقی خواهد بود. جک ولش برگ دیگری به پرونده موفق این شرکت عظیم صنعتی افزود: نگاهی نو به امر رهبری سازمان‌ها و عرضه سبکی نوین، در این عرصه داشت.
زمانی که در آغاز دهه ۱۹۸۰، جک ولش به رهبری شرکت رسید، درآمد شرکت ۲۵ میلیارد دلار و سود آن ۱/۵ میلیارد دلار بود. میراث ولش، زمانی که در سال ۲۰۰۱ شرکت را ترک کرد، شرکتی بود، با دارایی بیش از ۴۰۰ میلیارد دلار، که با ارزش‌ترین شرکت جهان محسوب می‌شد. امروزه دارایی شرکت بالغ بر ۶۷۰ میلیارد دلار است.
اکنون، مدیرعامل و رئیس هیئت مدیره این شرکت «جفری ایملت» می‌باشد. وی در سال ۲۰۰۰ و در پی بازنشستگی جک ولش به عنوان رئیس هیئت مدیره این شرکت برگزیده شد. دوران ریاست وی، با مشکلات بسیاری همراه بوده‌است. آغاز به کار وی در ۷ سپتامبر ۲۰۰۱ یعنی ۴ روز پیش از حملات تروریستی به آمریکا بود، که در جریان آن دو نفر از کارمندان شرکت کشته شدند و بخش «بیمه جنرال الکتریک»، مجبور به پرداخت ۶۰۰ میلیون دلار شد. حملات تروریستی به ایالات متحده، تأثیر مستقیمی نیز بر بخش تولید موتورهای هواپیما شرکت داشت. وی همچنین به عنوان یکی از مشاوران مالی باراک اوباما، برای طرح نجات از بحران اقتصادی، انتخاب شد.